# فاميلي غاي
فاميلي غاي (بالإنجليزية: Family Guy) هو مسلسل رسوم متحركة أمريكي أنشاءه سيث ماكفارلن لشبكة فوكس سنة 1999. يحكي المسلسل عن عائلة تعيش في بلدة خيالية اسمها كوهوق في رود آيلاند.
البرنامج في الغالب يستخدم طريقة "cutaway gags" أو ما يسمى بالـ«فلاشات» لعرض نكات لا تساهم في تقدم القصة
فاميلي غاي تم إلغائه مرة في سنة 2000 ومرة أخرى في سنة 2002, لكن مبيعات الديفيدي (DVD) القوية وحجم المتابعين الكبير للإعادات المعروضة في فقرة ادلت سويم على قناة كرتون نتورك أقنع فوكس باستكمال البرنامج سنة 2005. وهو أول برنامج ملغى يتم استكماله بناء على مبيعات الديفيدي
المبدع سيث ماكفارلن هو الصوت لعديد من الشخصيات (بيتر، براين، ستوي، جلين كواجماير، توم تكر، وآخرين), كما يعمل ككاتب نكات.
قائمة ممثلي الأصوات الآخرين تتضمن:
ميلا كونيس (ميغ غريفن)
سيث غرين (كريس غريفن)
آليكس بروشتين (لويس غريفن، تريشا تاكاناوا، لوريتا براون)
مايك هنري (كليفلاند براون، كليفلاند براون الابن، الفنان الاستعراضي، هيربرت، والشاب الأصم المزيت "the Greased-Up Deaf Guy")
باتريك واربورتون (جو سوانسون)
لاسي تشابيرت (ميغ جرفن) للموسم الإنتاجي الأول (14 حلقة); مع ذلك بسبب عقد الإنتاج، لم يوضع اسمها مع الطاقم

## التاريخ
الموسم الأول والثاني من فاميلي غاي بدأ تصويرها عام 1999 بعد أن حصل لاري شورتس (Larry shorts) (السابق لفاميلي غاي) على اهتمام شبكة فوكس التلفزيونية خلال فترة إعلانات السوبر بول لسنة 1999. تم إعلان إلغاؤه، ولكن بعد ذلك التغير في القوى في فوكس واحتجاجات المعجبين أدى إلى انعكاس النقاش وصناعة موسم ثالث، بعد أن تم إلغاؤه مرة أخرى. الإعادات على Adult Siwm حصلت على مشاهدة نسبة مشاهدة كبيرة، ومبيعات الديفيدي كذلك، حيث تم بيع أكثر من 2,2 مليون نسخة للفيلم الذي تم إطلاقه على الديفيدي مباشرة، ستوي غريفن: القصة الغير محكية (Stewie Griffin: The Untold Story). الموسم السادس اذيع في خريف 2007, والموسم السابع اذيع في خريف 2008. بينما اذيع الموسع الثامن في خريف 2009 والتاسع في خريف 2010 كذلك فاميلي غاي سيدخل النقابة في خريف 2007

## الشخصيات
تدور أحداث المسلسل عن مغامرات عائلة غريفن التي تتكون من:
- الأب، بيتر غريفن
- الأم، لويس، أم ملازمة للبيت ومعلمة بيانو والتي هي أيضا عضوة في عائلة بيترشميت الثرية
- ميغ، ابنتهما المراهقة الحرجة والتي يتم السخرية منها وتجاهلها من قبل العائلة
- كريس، ابنهما المراهق الذي يعاني من زيادة الوزن والغباء ونسخة مصغرة من والده في كثير من النواحي
- ستيوي، طفلهما الرضيع الشيطاني ذو التوجهات الجنسية الغامضة ويطمح ان يكون عالما شريرا، ومليونيرا
- براين غريفن، كلب العائلة وهو كلب مجسم (يمشي على قدمين) ويناقش مواضيع في الدين، الفلسفة والسياسة وينصح بيتر دائما

شخصيات أخرى تظهر بشكل متكرر بجانب عائلة غريفن. وتشمل هذه:
- جيران العائلة:
  - غلين كواجماير، طيار حاصل على البكالوريوس ومهووس بالجنس وراقص تعري
  - كليفلاند براون، أفريقي أمريكي يملك محل لبيع المعلبات، وزوجته لوريتا (لاحقا دونا)
  - جو سوانسون، ضابط شرطة مصاب بالشلل، وزوجته بوني وإبنتهما سوزي
  - مورت جولدمان، صيدلي يهودي مصاب بمرض عصبي، زوجته موريل، وإبنهما المزعج نيل
  - جون هيربرت، عجوز مسن متحرش بالأطفال.
- مذيعو الأخبار على التلفاز:
  - توم تاكر
  - ديان سيمونز
  - تريشيا تاكاناوا، المذيعة الآسيوية
  - أولي وليامز، عالم الأرصاد الجوية

### الشخصيات الرئيسية
البرنامج يتمحور حول مغامرات بيتر غريفن، عامل يدوي في مصنع، متخبط ولكن حسن النية. بيتر هو أمريكي من أصل إيرلندي كاثوليكي مع لهجة رود آيلندية/شرق ماستشوستية ثقيلة. وبعد فترة من الحلقات، يكتشف أن له أصولاً أفريقية/أمريكية كما أنه معروف بأن لديه أسلافأ إسبان، مكسيكين، أسكتلنيين، «هوتش» (فصيلة خيالية من ستار وورز), وألمان. هو معروف بضحكته المميزة. زوجته لويس، التي لديها لهجة مشابهة، هي ربة منزل /مدرسة بيانو، وهي فرد من عائلة بيوترتشمدت الغنية البروتوستانتية البارزة. بيتر ولويس لديهم ثلاثة أطفال: ابنتهم المراهقة ميغ غريفن والتي هي دائماً المَسْخَرَةْ لقبحها; ابنهم المراهق الغبي وغير المثقف كريس غريفن، والذي يبدو كأنه نسخة مصغرة من أبيه، وابنهم الطفل الشيطاني الشرير ستوي غريفن، المصمم على السيطرة على العالم وقتل أمه. ستوي يتحدث بطلاقة وفصاحة، بلهجة الطبقة العليا الإنجليزية ودائماً يتحدث بعبارات الشخصيات الماكرة الشريرة.
الشخصيات الأخرى تستطيع فهم ستوي، لكن معظم حواراته يتم تجاهلها ولا يتم أخذها بجدية، براين (الكلب الأليف الناطق) هو الشخصية الوحيدة التي تتفاعل مع ستوي بشكل دوري وعلى مستوى عقلاني. ستوي يشير إلى أمه وأبيه كـ«لويس» و«الرجل السمين» على التوالي. براين هو أنثرومورفايز (يجمع بين خصائص الحيوان والإنسان) وعلى ذلك فهو يمشي على قدمين، يشرب المارتيني، يمتلك سيارة (Toyota Prius, circa 2004) ويتدخل في محادثات البشر، ومع ذلك فهو لا يزال يعتبر حيوان أليف. في بعض الأحيان يتصرف براين بطريقة كلبية، عادة للتأثيرات الكوميدية (مثل عدم مقدرته على الوقوف في مؤخرة السيارة، ملاحقة كرات التنس، الخوف من المكانس الكهربيائية والنباح غير المتحكم على الأشخاص السمر-الذي يلوم عليه جانب أبيه من العائلة-). هو مع ذلك يعترض على أي تصرف خاضع بشكل مطلق.

### الشخصيات دائمة الظهور
هذه الشخصيات تتضمن حارة عائلة غريفن المفعمة بالألوان: الشرطي الكسيح جو سوانسون، زوجته التي تكرهه بوني، كابتن الطائرة المجنون بالجنس العازب غلين كواقماير الذي يرغب دوماً في لويس وتقريباً أي امرأة أخرى. عندما تستثار رغبته، كواقماير يهتف، Giggity-giggity-goo", أو "All right!" مع إيمائة الرأس الشهيرة. وشخصيات أخرى تتضمن ذو الأخلاق الطيفة والزوجة السمينة الخائنة كليفلاند براون، زوجته (زوجة سابقة بعد الموسم الرابع حلقة "The Cleveland-"Loretta Quagmire) لوريتا براون وابنهم المفرط النشاط، كلفلاند الابن. (الذي لم يظهر منذ الموسم الثالث، إلا لفترة قصيرة في مشهد الجنازة في حلقة "Perfect Castaway"), مذيعا الأخبار توم تكر وديان سيمونز مع المراسلة الصحفية الآسيوية تريشا تاكاناوا وأوللي ويليامز المتنبئ الجوي، الذي يصرخ كل كلمة يقولها في فقرته التنبئية "Black-u-Weather" (تلاعب لفظي على AccuWeather) ويبدو كأنه نسختة "الرجل الأسمر الغاضب" من آل روكر، والمريض العقلي المشهور العمدة آدم وست (في الحقيقة الصوت ينفذ من قبل آدم وست، بطل مسلسل باتمان في الستينات)
فاميلي غاي لم يستخدم طاقم مخصص كبير من الشخصيات الثانوية دائمة الظهور (رغم أن هذا تغير وتمدد في الموسم الرابع، عندما ظهر العديد من شخصيات اللقطة الواحدة من حلقات سابقة في حلقات جديدة), وأكثر حبكات الحلقات كانت تتركز على استخدام عائلة غريفن.
هناك أيضاً بعض الشخصيات التي تظهر بشكل متكرر خلال تقدم الحلقة. الأمثلة تتضمن القرد الشرير (Evil Monkey) في خزنة كريس; هربرت، العجوز المثير للقشعريرة الذي يستمتع بـ«مشاهدة» كريس; الشاب الأصم المزيت (the Greased-Up Deaf Guy); جيك تكر (الذي له وجه مقلوب وليس لديه «قاع» أي مؤخرة) ابن مذيع الأخبار توم تكر; وخصم بيتر الدجاجة العملاقة "the Giant Chicken" (التي وضعت أساساً كمزحة في دعاية لـبرقر كنج), الذي قاتل بيتر بطريقة محاكاة ساخرة لأفلام الحركة الهوليوودية مسبباً أضراراً كبيرة للمدينة ويمكن أن تمتد حتى 7 دقائق. تجسيد الموت (في البداية الصوت كان مؤدي الصوت هو نورم مكدونالد لكن الآن هو آدم كاروللا) أيضاً ظهر عدداً من المرات. أوليفيا، شريكة ستوي السابقة في حلقة (From Method to Madness)، ظهرت مرة أخرى في حلقة (Chick Cancer), ولكن علاقتهما سرعان ما تحولت إلى زواج تقليدي

## الحلقات
بعض الحلقات لم تعرض إلى الآن بكاملها على التلفاز بسبب الإهانات أو بسبب بعض إشارات الثقافة العامة. هذه المشاهد إما أن يتم قطعها تماماً من الحلقة أو أو يتم تحريرها ليتم عرضها على التلفاز. حين يتم عرض الحلقات المقطوعة Adult Swim, فإن النصوص الأصلية أو المشاهد المحذوفة يتم استعادتها أحياناً.
للإبقاء على النمط الفكاهي للبرنامج، فإن معظم عناوين حلقات فاميلي غاي هي استهزاء على برامج تلفاز مشهورة، أو أفلام، أو شعارات. بالنسبة للنصف الأول من الموسم الأول، الكتاب حاول وضع كلمتي «اغتيال» أو «موت» في عنوان كل حلقة لجعل العنوان يشبه برامج الغموض القديمة الخاصة بالإذاعة، على تعليق DVD الخاص بحلقة "Death has a Shadow", المبدع سيث ماكفارلن يقول أن الكتاب توقفوا عن قول هذا عندما أدركوا بأنهوا بدأو يشوشون أسماء الحلقات. بدايةً بـ"A Hero Sits Next Door", أصبحت أسماء الحلقات وصفية للحلقة.

### التصنيف

#### الولايات المتحدة الأمريكية
في الولايات المتحدة الأمريكية، التصنيف يقع بين TV-PG (بعض الحلقات) إلى TV-14 (معظم الحلقات). وكان هناك حلقتين مصنفتين TV-MA. واحد منهما صنف تحت هذا التصنيف بسبب المحتوى الجنسي والعنف، وتم عرضه على Adult Swim فقط، والتي تعرض حلقات فاميلي غاي في النقابة.

#### المملكة المتحدة
في المملكة المتحدة، مدى التصنيفات الفردية تقع بين PG إلى 15. الحلقات المراقبة تم عرضها على قناتي "Sky One" و"Channel 4", وكان عرض حلقات فاميلي غاي يتم قبل الساعة التاسعة (أي قبل وقت البرامج التي تحتوي على محتويات غير مناسبة للأطفال). الحلقات الجديدة يتم عرضها على قناة «بي بي سي ثري» مع حذف كلمة "you fuck", مع عرض إعادات الحلقات القديمة على قناة "FX". جميع مواسم السلسلة من 1-5 تم تصنيفها 15, كذلك الفيلم "Stewie Griffin: The Untold Story".

### المذيعون
الحلقات يتم عرضها أولاً على شبكة "FOX". ويتم رؤيتها حول العالم. والبرنامج قد دخل النقابة

## اقرأ أيضا
- أميريكان داد!

## روابط خارجية
- فاميلي غاي على موقع IMDb (الإنجليزية)
- فاميلي غاي على موقع ميتاكريتيك (الإنجليزية)
- فاميلي غاي على موقع الموسوعة البريطانية (الإنجليزية)
- فاميلي غاي على موقع روتن توميتوز (الإنجليزية)
- فاميلي غاي على موقع نتفليكس (الإنجليزية)
- فاميلي غاي على موقع ميوزك برينز (الإنجليزية)
- فاميلي غاي على موقع أول موفي (الإنجليزية)
- فاميلي غاي على موقع فيلمافينيتي (الإسبانية)
- فاميلي غاي على موقع كينوبويسك (الروسية)
- فاميلي غاي على موقع ألو سيني (الفرنسية)